# رهاب المتحولين جنسيا في الولايات المتحدة
شهد رُهاب العابرين أو المتحولين جنسيًا في الولايات المتحدة تحوّلات ملحوظة على مرّ الزمن. فقد تذبذبت مستويات الفهم والتقبل تجاه الأشخاص العابرين جنسيًا صعودًا وهبوطًا خلال العقود الماضية، وذلك تبعًا لتفاصيل القضايا المطروحة على الساحة العامة.
مع بداية الولاية الثانية للرئيس دونالد ترامب، تراجعت الحماية القانونية الفيدرالية للأشخاص المتحولين جنسيًا إلى حد بعيد. فقد أصدرت إدارة ترامب أوامر تنفيذية ألغت العديد من هذه الحمايات، ووصل الأمر ببعض القرارات إلى حد محو الوجود القانوني للأشخاص المتحولين جنسيًا من الوثائق الرسمية. وسنت حكومات الولايات والحكومات المحلية وسلطات حكومية أخرى في الولايات المتحدة تشريعات مناهضة للمتحولين جنسيًا في الوقت ذاته.
تُظهر القضايا الاجتماعية في الولايات المتحدة أيضًا مستويات واضحة من رُهاب المتحولين، الأمر الذي يؤدي إلى تعرّض هذه الفئة إلى مستويات مرتفعة من العنف والتهديد. أيضًا فإن بعض الأشخاص المتوافقين جنسيًا (Cisgender) قد يتأثرون أيضًا برُهاب المتحولين، سواء من خلال التمييز أو الوصم عند التعبير عن تضامنهم.
سُجّل في السنوات الأخيرة، تصاعد في جرائم الكراهية وأعمال العنف ضد المتحولين جنسيًا والأشخاص غير المتوافقين مع النوع الاجتماعي، ما يعكس تحديات خطيرة مستمرة تواجه هذه الفئة ضمن المجتمع الأمريكي.

## وجهات نظر الأمريكيين تجاه الأشخاص المتحولين جنسيًا
يواجه الأشخاص المتفاوتين جندريًا في الغالب أشكالًا متعددة من التمييز، والوصم، أو الرقابة المجتمعية اليومية على تعبيرهم الجندري. أظهر استطلاع رأي أُجري عام 2023 أن غالبية طفيفة من الأمريكيين يعارضون التشريعات المناهضة للمتحولين جنسيًا. مع أن معظم الأمريكيين دعموا في السابق خدمة الأشخاص المتحولين جنسيًا علانيةً في الجيش، فإن نسبة هذا الدعم تراجعت من 71% عام 2019 إلى 66% عام 2021. في استطلاع AP VoteCast لعام 2024، الذي شمل أكثر من 120,000 ناخب أمريكي، عبّر أكثر من نصف المشاركين عن اعتقادهم بأن دعم حقوق المتحولين جنسيًا في الحكومة والمجتمع «قد تجاوز الحد المعقول».
وفي استطلاع آخر أجرته مؤسسة غالوب عام 2021، اعتقد 62% من الأمريكيين أن على الأشخاص المتحولين جنسيًا أن يشاركوا في الفرق الرياضية التي تتوافق مع الجنس المحدد لهم عند الولادة، وليس مع هويتهم الجندرية الحالية. مع ذلك، تسمح العديد من الدوريات الرياضية الاحترافية في الولايات المتحدة بمشاركة اللاعبين المتحولين جنسيًا وفقًا لإرشادات ومستويات متفاوتة من الشمولية. مثلًا، تسمح الهيئة الرياضية المدرسية في كونيتيكت (Connecticut Interscholastic Athletic Conference) للطلاب المتحولين بالمشاركة الرياضية حسب هويتهم الجندرية. وقرر الاتحاد الدولي للشطرنج (FIDE) في المقابل، منع النساء المتحولات جنسيًا من المشاركة في البطولات النسائية، بحجة أنهن «لا يملكن الحق في المشاركة». أما الاتحاد الدولي للسباحة (FINA)، فقد اتخذ قرارًا يقضي بمنع جميع النساء المتحولات جنسيًا من المشاركة في منافسات السباحة النسائية، باستثناء من يمكنهن إثبات -بما يرضي الاتحاد- أنهن لم يخضن أي مرحلة من البلوغ الذكوري تتجاوز (المرحلة الثانية من مراحل تانر للبلوغ) أو أو أن ذلك لم يحدث بعد سن الثانية عشرة.
أما بالنسبة للأمريكيين الأصليين، فيستخدمون مصطلحات ثقافية مختلفة لوصف الهويات الجندرية غير الثنائية، بما يتماشى مع قيمهم الثقافية. يُستخدم مصطلح «ذو الروحين» (Two-Spirit) في بعض الثقافات، فيما تُعرف الهوية الجندرية غير الثنائية في ثقافة النافاجو باسم «نادليهِيه» (nádleehé). وتوجد مصطلحات موازية أيضًا في ثقافات الأوجيبوي (Ojibwe) والبوتاواتومي (Potawatomi) وزوني بويبلو (Zuni Pueblo)، لوصف الأفراد الذين يتجاوزون التصنيفات الجندرية التقليدية.

### الحماية الحكومية
عانى المتحولون جنسيًا تاريخيًا، في الولايات المتحدة من التهميش وندرة الحماية القانونية. فمنذ عام 1994، جرت محاولات لحماية أفراد مجتمع الميم عين قانونيًا في أماكن العمل من خلال مشروع «قانون عدم التمييز في التوظيف» (ENDA)، لكنها باءت بالفشل. ساهمت مع ذلك، بعض القضايا القضائية الفردية، مثل قضية برايس ووترهاوس ضد هوپكينز، في حظر التمييز ضد الموظفين «استنادًا إلى فشلهم المتصور في الامتثال للخصائص الاجتماعية النمطية للذكور أو الإناث».
عدّلت وزارة الخارجية الأمريكية عام 2010، سياستها بخصوص تحديد الجنس في بطاقات الضمان الاجتماعي وجوازات السفر، إذ سمحت -في إجراء ظل ساريًا حتى عام 2018- بتحديث هذه البيانات استنادًا إلى تقرير من الطبيب المعالج. أما بالنسبة للهويات الرسمية ورخص القيادة، فإن تحديث تحديد الجنس يختلف من ولاية إلى أخرى.
وقضت المحكمة العليا الأمريكية عام 2020، بأن قانون الحقوق المدنية لعام 1964 (البند السابع) يشمل الحماية من التمييز ضد المتحولين جنسيًا في أماكن العمل. وقد اتخذت إدارة بايدن خطوات لتعزيز حماية حقوق المتحولين، إذ اقترحت وزارة الصحة والخدمات الإنسانية في يوليو 2022 إعادة العمل بسياسات عدم التمييز التي تشمل المتحولين جنسيًا. وأعلن حاكم ولاية نيوجيرسي، فيل مورفي، في أبريل 2023، أن الولاية ستكون «ملاذًا آمنًا» للرعاية الصحية المؤكدة للنوع الاجتماعي.
لكن في المقابل، فإن الولايات التي تتصف بميول محافظة غالبًا ما تتبنى مواقف أكثر تقييدًا تجاه قضايا الحقوق المدنية، متضمنةً المواقف من المتحولين جنسيًا.
تم التراجع في عهد ولاية ترامب الثانية، عن معظم الحمايات التي حصل عليها المتحولون سابقًا، إذ لم يعد يُعترف رسميًا بوجود المتحولين في بعض الجهات الفدرالية، وحُظر استخدام الأموال الفدرالية لتغطية الرعاية الصحية المؤكدة للنوع الاجتماعي للأطفال دون سن 19 عامًا. تسعى الإدارة أيضًا لمنع المتحولين من الخدمة في الجيش والمؤسسات المدنية.

### المواقف المناهضة للمتحولين جنسيًا
يُشبه الرأي العام في الولايات المتحدة تجاه المتحولين جنسيًا غالبًا، المواقف تجاه باقي أفراد مجتمع الميم عين، إلا أن «المواقف تجاه المتحولين تُعد أكثر سلبية بشكل ملحوظ». فبحسب بيانات نُشرت عام 2024، فإن 80% من الأمريكيين يدعمون حق المثليين والمثليات وثنائيي الميل الجنسي (LGB) في العيش كما يشاؤون، في حين انخفضت النسبة إلى 67% فقط عندما يتعلق الأمر بالمتحولين جنسيًا.
تعتمد بعض المواقف المناهضة للمتحولين على فكرة أن الجندر «أمر طبيعي وثابت»، وعلى هذا فإن الأشخاص المتحولين يُعدون «غير طبيعيين» من وجهة نظر هؤلاء. ولمّا كان البعض يرى المتحولين كائنات «غير طبيعية»، فإنهم يُصنَّفون تلقائيًا أنهم خطرون في نظر أصحاب هذه الآراء. يستند آخرون إلى معتقداتهم الدينية لرفض الاعتراف بالهوية الجندرية على حساب الجنس البيولوجي، مع أن الكتاب المقدس لا يتطرق إلى المتحولين جنسيًا مباشرةً.
يربط بعض النشطاء المناهضين للمتحولين، خصوصًا، النساء المتحولات جنسيًا بسلوكيات جنسية مفترسة، وهي فكرة تعود جذورها إلى أشكال معينة من الموجة الثانية من النسوية، إذ يصوَّر النساء المتحولات بأنهن «مغتصبات وانتهاكيات للحدود يحاولن التسلل إلى مساحات النساء»، في حين يُعد الرجال المتحولون «أدوات رمزية» فحسب. مع ذلك، فقد دحضت الأبحاث هذه الادعاءات، إذ أظهرت دراسة حول قوانين مكافحة التمييز في ماساتشوستس والمتعلقة باستخدام دورات المياه، عدم وجود أي دليل على أن النساء المتوافقات جنسيًا تعرضن للخطر نتيجة لتلك القوانين. بل على العكس، أظهرت الأدلة أن السماح للأطفال المتحولين باستخدام دورات المياه وغرف تبديل الملابس التي تتماشى مع هويتهم الجندرية يقلل من خطر تعرضهم للاعتداء.